# EuroGames

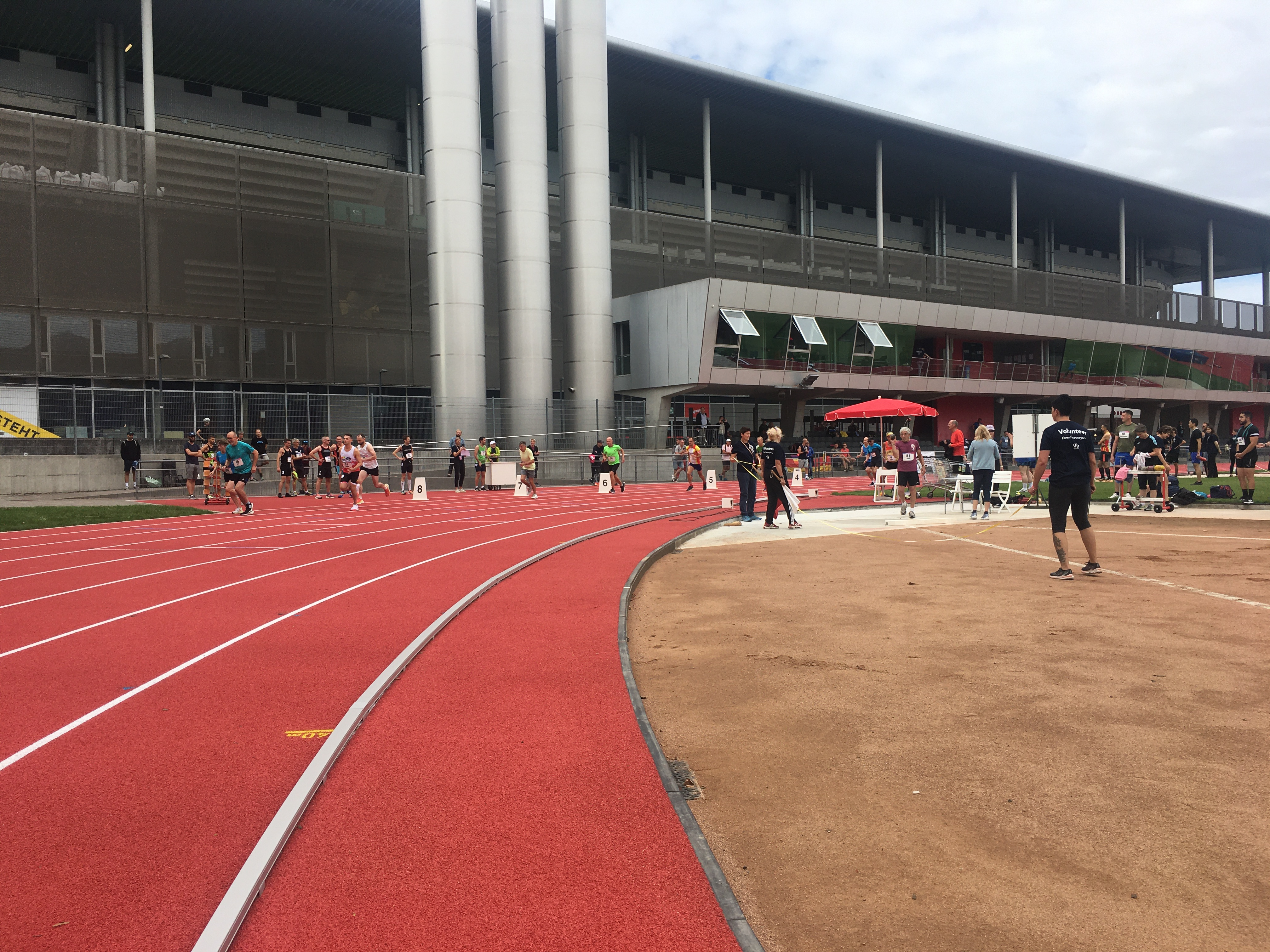
Friidrottstävling under EuroGames i Bern 2023

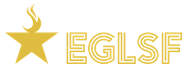
EGLSF

EuroGames är ett sportevenemang i Europa med HBTQ-deltagare, för att uppmärksamma diskriminering inom idrotten och arrangeras av den europeiska idrottsorganisationen EGLSF.

## Historia
EuroGames kallades ursprungligen för European Gay and Lesbian Multi-Sports Championships och skapades efter den andra upplagan av Gay Games i San Francisco 1986. Det första mästerskapet hölls sedan sex år senare i Haag i Nederländerna. Vid detta tillfälle deltog ca 300 idrottare från fem europeiska länder som tävlade i fyra idrotter nämligen volleyboll, badminton, fotboll och basket. Året efter hölls det återigen i Haag men den här gången tävlades det också i simning och friidrott med över 500 deltagare från åtta länder. 1995 hölls mästerskapet för första gången utanför Nederländernas gränser och då i Frankfurt Tyskland där över 2000 idrottare deltog. 
2003 hölls EuroGames för första gången på Nordisk mark. Det året stod Köpenhamn värd för mästerskapet. Sex år senare 2009 anordnade Köpenhamn EuroGames en ytterligare gång. Sedan dess har Stockholm (2015), Helsingfors (2016) och Köpenhamn tillsammans med Malmö (2021) också stått värdar för mästerskapet. Andra noterbara mästerskap var 2004 i München som har rekordet på flest antal tävlande med 5300 deltagare, 2005 i Utrecht som har rekordet i flest antal tävlande med representanter från 44 länder och 2012 då Ungern stod värd som första östeuropeiska land.

## Sporter
EuroGames är ett multiidrottsevenemang som likt OS anordnar tävlingar i ett flertal sporter med ett utbud som kan skilja sig från år till år. Bland sporter som har arrangerats kan nämnas innebandy, kampsport, fotboll, landhockey, löpning, beachvolley, dart, padel, badminton, bowling, schack, bågskytte, golf, rodd, roller derby, volleyboll, tennis och simning.

## EuroGames i Sverige

### Stockholm 2015
2015 stod Stockholm värd för den 15e upplagan av mästerskapet där bland annat Stockholms stad och Stockholm All Stripes SC stod bakom ansökan under slogan Love & Liberty. Utöver tävlingsmoment anordnade även RFSL ett seminarieprogram på Kulturhuset där bland annat Ulrika Westerlund, den puertoricianska boxaren Orlando Cruz, Mikaela Laurén, Peter Häggström, den tyska fotbollsspelaren Biancha Rech, armbrytningsvärldsmästaren Jonna Blind och skådespelaren Aleksa Lundberg. De tävlande tävlade i 27 grenar Ambassadörer för mästerskapet var den dåvarande idrottsministern och socialdemokratiske politikern Gabriel Wikström, den liberala politikern Birgitta Ohlsson, handbollsspelaren Tobias Karlsson och konstnären Lars Lerin. Mästerskapets enda elitidrottare var Matilda Ekholm. Invigningscermonin hölls i Kungsträdgården och arrangemanget avslutades på Nobelberget. Totalt tävlade man i 28 idrotter under mästerskapet varav några var roller derby, dans, volleyboll, ultramaraton, fotboll, innebandy, simning, boule och skytte. Mästerskapet har till dags dato rekord på flest antal idrotter i mästerskapets historia Arrangemanget möte dock hård kritik efter att triathlonloppet ställdes in under mästerskapet.

### Malmö och Köpenhamn 2021

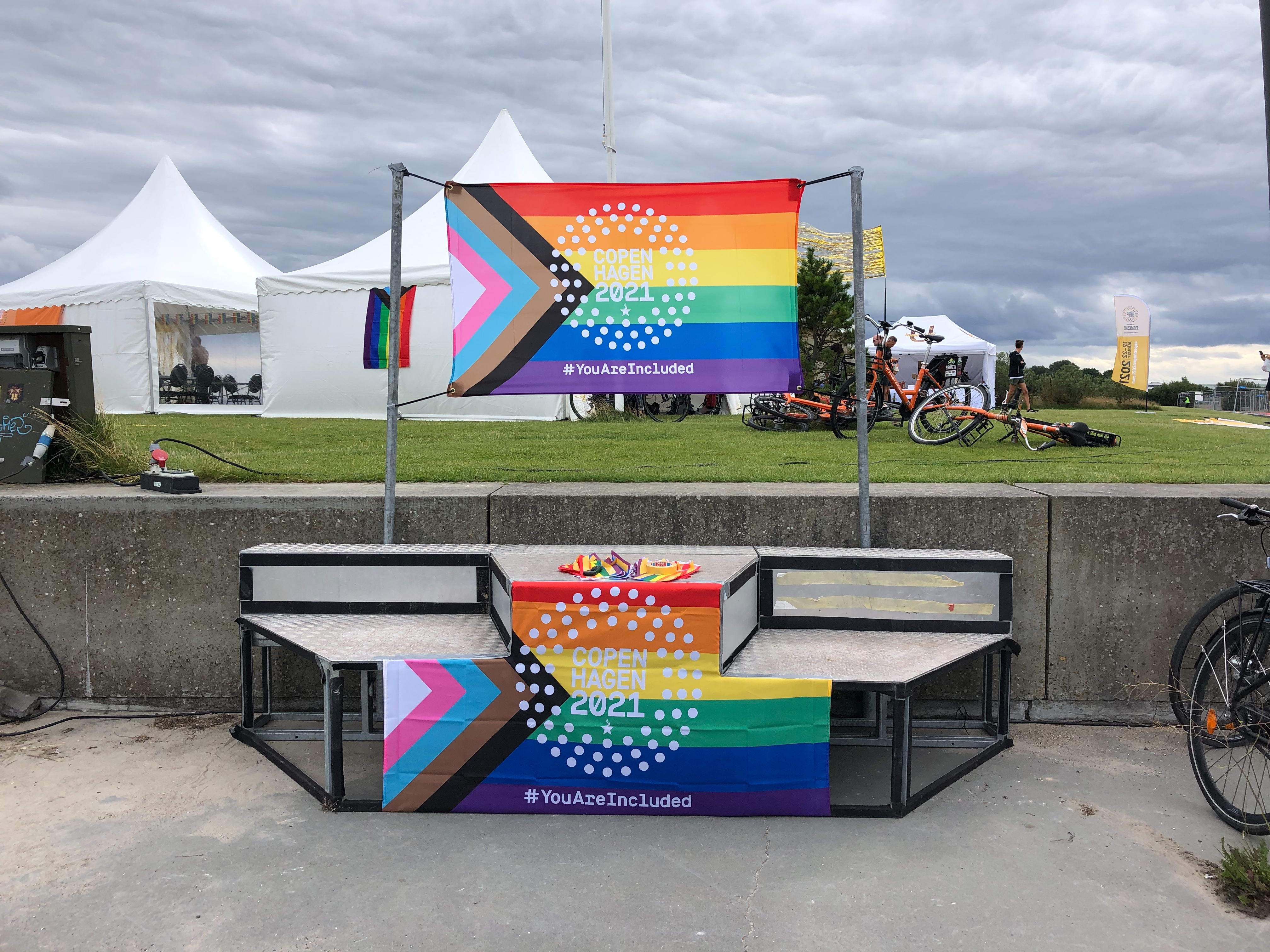
Maraton-medaljstånd vid Amager strandpark under mästerskapet 2021 i Malmö Köpenhamn

2021 stod Malmö och Köpenhamn värd för både den 18:e upplagan av EuroGames och World Pride. I Malmö anordnades bland annat mästerskapets konferens där bland annat Lukas Svärd, representanter från SHL, Caroline Jönsson, Lotta Schelin, Maria Rooth, Tobias Karlsson, Malmö Redhawks, Malmö FF och FC Rosengård medverkade. De två senare spelade även matcher i regnbågsfärgade ställ. Mästerskapet påverkades särskilt av den rådande covid-pandemin som medförde extra åtgärder för att motverka smittspridning. Under mästerskapet kunde deltagare tävla i 22 olika idrottsgrenar varav några var handboll, badminton, konståkning, löpning och schack. Mästerskapets medaljer var utsmyckade med en bild på Öresundsbron.

## Svenska framgångar i EuroGames
De svenska HBTQI-idrottsklubbarna Stockholm All Stripes SC, Frontrunners, Dolphins och Stockholm Sticky Rice har medverkat under ett flertal EuroGames-mästerskap. Stockholm All Stripes SC tog under mästerskapet i Bern 2023 nio medaljer i sporterna bowling och badminton, varav två av dessa var guld. I Malmö/Köpenhamn tog klubben 20 medaljer varav 10 var guld i idrotterna badminton, bowling, beachvolley och friidrott. Även Sundbybergs IK tog två guldmedaljer i bowling. Sverige blev bästa land i badminton detta år. I Antwerpen 2007 vann Dolphins 27 medaljer i simning och 2019 i Rom vann Stockholm Sticky Rice guld i volleyboll. 2016 i Helsingfors vann Frontrunners guld i terränglöpning.

## Evenemang
| Årtal           | Värdort                                  |
| --------------- | ---------------------------------------- |
| 1992            | Nederländerna, Haag                      |
| 1993            | Nederländerna, Haag                      |
| 1995            | Tyskland, Frankfurt Hessen               |
| 1996            | Tyskland, Berlin                         |
| 1997            | Frankrike, Paris                         |
| 1999 (inställt) | Storbritannien, Manchester England       |
| 2000            | Schweiz, Zürich                          |
| 2001            | Tyskland, Hannover Niedersachsen         |
| 2003            | Danmark, Köpenhamn                       |
| 2004            | Tyskland, München Bayern                 |
| 2005            | Nederländerna, Utrecht                   |
| 2007            | Belgien, Antwerpen                       |
| 2008            | Spanien, Barcelona                       |
| 2011            | Nederländerna, Rotterdam                 |
| 2012            | Ungern, Budapest                         |
| 2015            | Sverige, Stockholm                       |
| 2016            | Finland, Helsingfors                     |
| 2019            | Italien, Rom                             |
| 2020 (inställt) | Tyskland, Düsseldorf                     |
| 2021            | Danmark, Köpenhamn & Sverige, Malmö      |
| 2022            | Nederländerna, Nijmegen                  |
| 2023            | Schweiz, Bern                            |
| 2024            | Österrike, Wien                          |
| 2025            | Frankrike, Lyon                          |
| 2026            | Inget mästerskap pga GayGames i Valencia |
| 2027            | Storbritannien, Cardiff Wales            |

### Fotnoter
1. ↑  ”Eurogames inleds i Stockholm”. Svenska dagbladet. 4 augusti 2015. http://www.svd.se/eurogames-inleds-i-stockholm. Läst 6 augusti 2015.
2. ↑  EGLSF. ”EuroGames” (på amerikansk engelska). EGLSF.info. https://www.eglsf.info/eurogames/. Läst 4 april 2024.
3. 1 2 3 4  EGLSF. ”History of EuroGames” (på amerikansk engelska). EGLSF.info. https://www.eglsf.info/eurogames/about-eurogames/history/. Läst 4 april 2024.
4. ↑  ”Sports - EuroGames Vienna 2024” (på brittisk engelska). 18 maj 2023. https://eurogames2024.at/eurogames2024/sports/. Läst 28 september 2024.
5. ↑  ”Sports - EuroGames 2023 Bern” (på amerikansk engelska). 26 oktober 2020. https://eurogames2023.ch/sports/. Läst 28 september 2024.
6. ↑  EGLSF (17 juni 2015). ”EUROGAMES STOCKHOLM 2015 PRESENTS THE POLITICAL PROGRAMME” (på amerikansk engelska). EGLSF.info. https://www.eglsf.info/news/eurogames-stockholm-2015-presents-the-political-programme/. Läst 4 april 2024.
7. ↑  Jon Voss. ”Stockholm får Eurogames 2015”. QX.se. https://www.qx.se/livsstil/sport/23149/stockholm-far-eurogames-2015/. Läst 4 april 2024.
8. ↑  Jon Voss. ”EuroGames Stockholm har utsett första ambassadörerna”. QX.se. https://www.qx.se/livsstil/sport/27337/eurogames-stockholm-har-utsett-forsta-ambassadorerna/. Läst 4 april 2024.
9. ↑  ”Lars Lerin blir ambassadör för idrottsevenemang”. Omni. https://omni.se/lars-lerin-blir-ambassador-for-idrottsevenemang/a/7f0688ca-ea40-419f-97dc-c604e7bd060a. Läst 4 april 2024.
10. ↑  ”Gabriel Wikström blir ambassadör för EuroGames Stockholm”. Altinget.se. 8 april 2021. https://www.altinget.se/artikel/gabriel-wikstrom-blir-ambassador-for-eurogames-stockholm. Läst 4 april 2024.
11. ↑  ”Få elitidrottare på HBTQ-tävling överraskar inte”. Omni. https://omni.se/fa-elitidrottare-pa-hbtq-tavling-overraskar-inte/a/53c6d09f-90ca-4770-be16-1ad09c8e935b. Läst 4 april 2024.
12. ↑  ”Stort sportsligt HBTQ-evenemang i Sverige nästa år”. Sveriges Radio. 30 juli 2014. https://sverigesradio.se/artikel/5926191. Läst 4 april 2024.
13. ↑  ”Här är Eurogames Stockholm”. NÖJESGUIDEN. https://ng.se/artiklar/detta-far-du-inte-missa-pa-eurogames-stockholm. Läst 4 april 2024.
14. ↑  ”Hård kritik mot Eurogames”. SVT Nyheter. 7 augusti 2015. https://www.svt.se/nyheter/lokalt/stockholm/deltagare-rasar-mot-eurogames. Läst 4 april 2024.
15. ↑  Magnus Andersson (4 mars 2018). ”Malmö får Eurogames 2021”. www.expressen.se. https://www.expressen.se/kvallsposten/malmo-blir-vardstad-for-eurogames-2021/. Läst 4 april 2024.
16. ↑  ”Malmö får konferens om hbtqi-inkludering i sport”. Sydsvenskan. 5 juli 2021. https://www.sydsvenskan.se/2021-07-05/malmo-far-konferens-om-hbtqi-inkludering-i-sport/. Läst 4 april 2024.
17. ↑  ”Redhawks är en del av EuroGames 2021”. www.malmoredhawks.com. https://www.malmoredhawks.com/article/uwd9aksg5-33nad/view. Läst 4 april 2024.
18. ↑  ”Väl genomfört och uppskattat WorldPride och EuroGames i Malmö”. Mynewsdesk. 23 augusti 2021. https://www.mynewsdesk.com/se/malmo/pressreleases/vael-genomfoert-och-uppskattat-worldpride-och-eurogames-i-malmoe-3122751. Läst 4 april 2024.
19. ↑  ”Startsida Malmö stad”. malmo.se. https://malmo.se/Copenhagen-2021/EuroGames/Inclusive-Sports-Forum.html. Läst 4 april 2024.
20. ↑  Anders Öhrman. ”Så ska WorldPride och EuroGames i Malmö genomföras på ett smittsäkert sätt”. QX.se. https://www.qx.se/samhalle/pride/214648/sa-ska-worldpride-och-eurogames-i-malmo-genomforas-pa-ett-smittsakert-satt/. Läst 4 april 2024.
21. ↑  ”Så ska WorldPride och EuroGames i Malmö genomföras på ett smittsäkert sätt - eventeffect.se”. eventeffect.se. 11 augusti 2021. https://eventeffect.se/sa-ska-worldpride-och-eurogames-i-malmo-genomforas-pa-ett-smittsakert-satt/. Läst 4 april 2024.
22. ↑  ”EuroGames Copenhagen 2021 - EuroGames 2023 Bern” (på amerikansk engelska). 10 oktober 2021. https://eurogames2023.ch/category/storys/eurogames-2021-copenhagen/. Läst 4 april 2024.
23. ↑  ”EuroGames” (på amerikansk engelska). Copenhagen 2021. https://copenhagen2021.com/eurogames/. Läst 4 april 2024.
24. ↑  ”Startsida Malmö stad”. malmo.se. https://malmo.se/Copenhagen-2021/EuroGames.html. Läst 4 april 2024.
25. ↑  ”Tävlingen för alla: ”Hjälper idrottarna att visa att de finns””. Dagens Nyheter. 20 augusti 2021. ISSN 1101-2447. https://www.dn.se/sport/tavlingen-for-alla-hjalper-idrottarna-att-visa-att-de-finns/. Läst 4 april 2024.
26. ↑  ”Silverglimmer för All Stripes under EuroGames i Wien”. QX.se. https://www.qx.se/livsstil/sport/271707/silverglimmer-for-all-stripes-under-eurogames-i-wien/. Läst 20 oktober 2024.
27. 1 2  ”Svenska volleyboll-framgångar i EuroGames!”. QX.se. https://www.qx.se/livsstil/183824/svenska-volleyboll-framgangar-i-eurogames/. Läst 20 oktober 2024.
28. ↑  ”Lyckat Eurogames för Stockholm All Stripes i Schweiz”. QX.se. https://www.qx.se/livsstil/sport/250135/lyckat-eurogames-for-stockholm-all-stripes-i-schweiz/. Läst 20 oktober 2024.
29. ↑  ”Så gick det för Sverige i EuroGames”. QX.se. https://www.qx.se/samhalle/pride/215629/sa-gick-det-for-sverige-i-eurogames/. Läst 20 oktober 2024.
30. ↑  Mats Grindal. ”Medaljregn över Dolphins vid Eurogames”. QX.se. https://www.qx.se/livsstil/sport/7491/medaljregn-over-dolphins-vid-eurogames/. Läst 20 oktober 2024.
31. ↑  Franklin Wood. ”Guld till Stockholm Frontrunners”. QX.se. https://www.qx.se/livsstil/sport/31563/guld-till-stockholm-frontrunners/. Läst 20 oktober 2024.
32. ↑  ”Die Eurogames in Düsseldorf werden nicht nachgeholt” (på tyska). https://rp-online.de/nrw/staedte/duesseldorf/eurogames-2020-in-duesseldorf-werden-nicht-nachgeholt_aid-51785151. Läst 10 oktober 2020.
33. ↑  ”Copenhagen 2021 - WorldPride och EuroGames”. https://malmo.se/Uppleva-och-gora/Evenemang/Copenhagen-2021---WorldPride-och-EuroGames.html. Läst 10 oktober 2020.
34. ↑  ”Nijmegen haalt EuroGames binnen” (på holländska). https://www.regioonline.nl/regio-arnhem-nijmegen/nijmegen-haalt-eurogames-binnen/. Läst 10 oktober 2020.
35. ↑  ”EuroGames und Pride finden 2023 in Bern statt” (på tyska). Arkiverad från originalet den 7 augusti 2020. https://web.archive.org/web/20200807210821/https://mannschaft.com/2020/07/08/eurogames-und-pride-finden-2023-in-bern-statt/. Läst 10 oktober 2020.